# 天生一對 (2006年電影)
《天生一對》是一部香港電影，2006年3月2日在香港上映。由楊千嬅及任賢齊領銜主演，由羅永昌擔任導演。電影以乳癌為主題，故事改編自香港女作家西西的著名小說《哀悼乳房》。

## 劇情
冰（楊千嬅 飾）是廣告公司的客戶經理，公司她是女強人，下班後她跟很多女人一樣，苦苦尋覓自己的愛情。
一天晚上她在酒吧遇到了心理醫生V仔（任賢齊 飾），兩個人纏綿的時候V仔意外發現了冰的胸部有腫塊。
經醫生診斷證實冰真的患上了乳癌，冰大受打擊，懼怕自己因為失去了一邊乳房而沒有好歸宿。 
自從因為V仔發現自己的病情後，冰就對V仔存在了怨恨，可是V仔也因為她留下了陰影，因此不舉。
冰差點被朋友騙財，幸好有V仔及時解圍，之後二人便互相扶持幫助，情愫暗生。

## 演員
| 演員   | 角色   | 備註                           |
| ------ | ------ | ------------------------------ |
| 任賢齊 | V仔    | 男主角                         |
| 楊千嬅 | 梁冰傲 | 女主角                         |
| 郭涛   |        | 冰之老闆                       |
| 谷祖琳 | 阿惠   | 冰之好友                       |
| 鄔玉君 | 阿美   | 冰之好友                       |
| 賈思樂 |        |                                |
| 側田   | 馮昇平 | 西鐵工作之少年，喜愛唱歌       |
| 許紹雄 |        | 冰公司合作之嬰兒產品公司老闆   |
| 劉向京 |        |                                |
| 岑寶兒 |        |                                |
| 邵美琪 |        | 冰之主治醫師                   |
| 秦煌   |        | 冰之父親                       |
| 艾威   |        | 冰之大哥                       |
| 李麗麗 |        |                                |
| 郭少芸 |        | 冰之大嫂                       |
| 林家棟 |        | 冰之前男友，因缺錢詐騙其       |
| 馮克安 |        | 串通冰前男友詐騙之假醫生       |
| 黃文慧 |        | 昇平之母，於冰買炭之雜貨鋪工作 |
| 林雪   |        | 警察                           |
| 張兆輝 |        | V仔朋友                        |
| 龔慈恩 |        | V仔朋友妻，乳癌患者            |
| 周家怡 |        |                                |

## 外部連結
- Yahoo奇摩電影上《天生一對》的資料（繁體中文）
- 開眼電影網上《天生一對》的資料（繁體中文）
- 香港影庫上《天生一對》的資料（繁體中文）
- 豆瓣电影上《天生一對》的資料 （简体中文）
- 时光网上《天生一對》的資料（简体中文）
- AllMovie上《天生一對》的资料（英文）
- 爛番茄上《天生一對》的資料（英文）
- 互联网电影数据库（IMDb）上《天生一對》的资料（英文）
- 風雪中的故居／《天生一對》：現代女性的美麗與哀愁